# Fluvicola
Fluvicola là một chi chim trong họ Tyrannidae.